# Заданіє
Зада́ніє (рос. Задание) — селище у складі Алапаєвського міського округу (Верхня Синячиха) Свердловської області.
Населення — 22 особи (2010, 42 у 2002).
Національний склад населення станом на 2002 рік: росіяни — 90 %.